# 阿森斯 (丹麥)
阿森斯（丹麥語：Assens），丹麥菲英島上的一座城鎮，阿森斯市鎮的行政中心。